# Adam Gerstmann

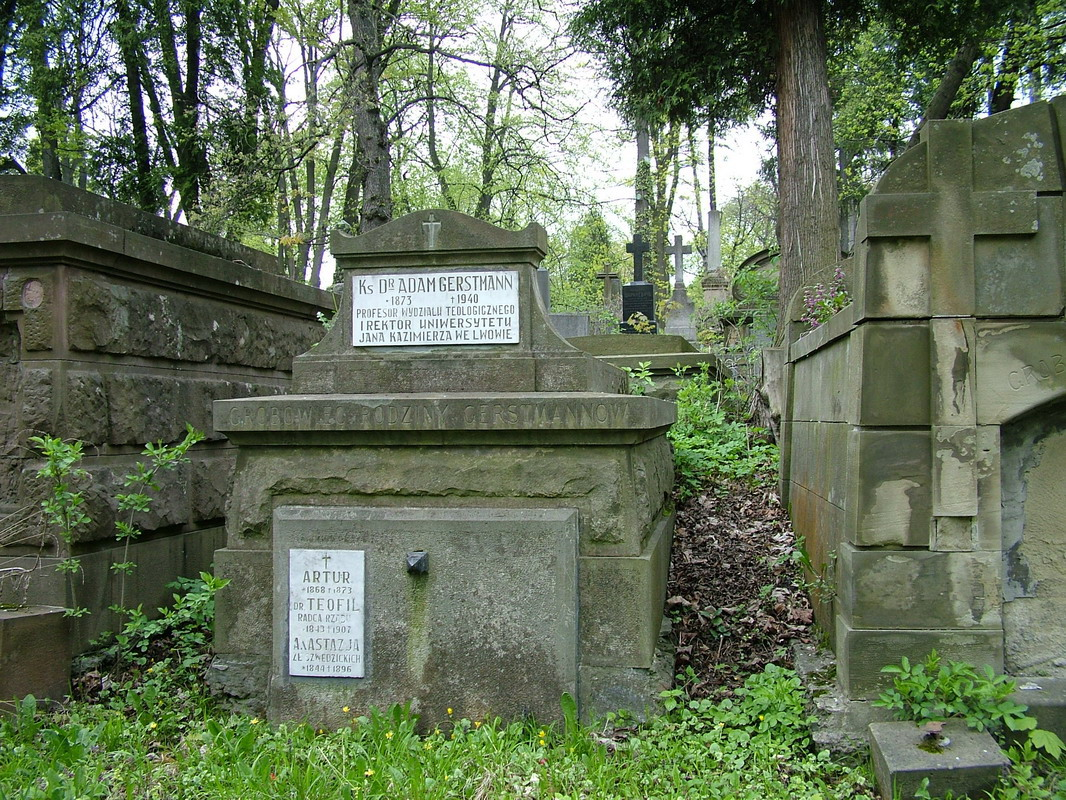
Grobowiec rodziny Gerstmann we Lwowie

Adam Gerstmann (ur. 13 grudnia 1873 we Lwowie, zm. 25 lipca 1940 tamże) – polski ksiądz katolicki, doktor teologii, profesor i dwukrotny rektor Uniwersytetu Jana Kazimierza we Lwowie.

## Życiorys
Pochodził z szanowanej we Lwowie rodziny Teofila i Anastazji ze Szwedzickich. Miał dwóch braci, jeden z nich Zygmunt był dyrektorem żeńskiego gimnazjum im. Henryka Sienkiewicza w Drohobyczu, a drugi był sędzią (ojciec Stanisława Gerstmanna).
Ukończył gimnazjum II we Lwowie. W 1891 wstąpił do seminarium duchownego we Lwowie i jednocześnie rozpoczął studia teologiczne na Uniwersytecie Lwowskim od 1893 studiował w Innsbrucku oraz prawo kanoniczne w Rzymie. W 1896 przyjął święcenia kapłańskie zaś 1897 uzyskał doktorat w Innsbrucku. W latach 1897–1899 posługiwał jako wikary kościoła Marii Magdaleny we Lwowie. W latach 1899–1907 pracował jako katecheta gimnazjalny we Lwowie. W 1900 habilitował się na Uniwersytecie Lwowskim. Należał do korporacji K! Gasconia. W 1908 został profesorem nadzwyczajnym profesor teologii Uniwersytetu Lwowskiego, w 1910 profesorem zwyczajnym. Był kierownikiem Zakładu teologii moralnej szczegółowej UJK. Był rektorem Uniwersytetu Jana Kazimierza we Lwowie w latach akademickich 1927/1928 i 1932/33, prorektorem w roku 1928/1929, dziekanem Wydziału Teologicznego w latach 1912/1913, 1914/1915, 1915/1916, 1916/1917, 1929/1930 i wybrany latem 1939.
Ponadto był prezesem lwowskiego Związku Katechetycznego, wiceprezesem ogólnopolskiego Związku Katechetycznego, wiceprezesem ogólnopolskiego i lwowskiego Związku Profesorów Szkół Akademickich, członkiem Towarzystwa Teologicznego.
Zmarł we Lwowie w czasie okupacji sowieckiej. Został pochowany w rodzinnym grobowcu na Cmentarzu Łyczakowskim we Lwowie.

## Ordery i odznaczenia
- Krzyż Komandorski Orderu Odrodzenia Polski (11 listopada 1936)[8][9]
- Medal Dziesięciolecia Odzyskanej Niepodległości[2]

## Publikacje
- Zagadnienia katechetyczne i homiletyczne u św. Augustyna (1907)
- Miscelanea pastoralne, t. 2 (1910)
- Konkordat Polski ze Stolicą Apostolską (1925)
- Znaczenie soboru efeskiego (1930)
- Św. Augustyn (1931)
- Pakt laterański i konkordat włoski a ustawa gwarancyjna z r. 1871 (1934)
- Konkordat austriacki z r. 1933 (1935)